# Frederick Grubb
Frederick Henry „Freddie” Grubb (ur. 27 maja 1887 w Wimbledonie, zm. 6 marca 1949 tamże) – brytyjski kolarz szosowy, dwukrotny medalista olimpijski.

## Kariera
Największe sukcesy w karierze Frederick Grubb osiągnął w 1912 roku, kiedy zdobył dwa medale podczas igrzysk olimpijskich w Sztokholmie. W indywidualnej jeździe na czas zajął drugie miejsce za Rudolphem Lewisem ze Związku Południowej Afryki, a przed Amerykaninem Carlem Schutte. Na tych samych igrzyskach wspólnie z Leonem Meredithem, Charlesem Mossem i Williamem Hammondem zdobył także srebrny medal w drużynowej jeździe na czas. W 1914 roku przeszedł na zawodowstwo, ale medale olimpijskie były jedynymi trofeami wywalczonymi przez Brytyjczyka na międzynarodowej imprezie tej rangi. Nigdy nie zdobył medalu na szosowych mistrzostwach świata.